# Vitesse individuelle féminine aux Jeux olympiques d'été de 1992
Navigation
Séoul 1988 Atlanta 1996
La vitesse individuelle féminine est l'une des sept compétitions de cyclisme sur piste aux Jeux olympiques de 1992. Elle a lieu du 28 au 31 juillet 1992 au sein du Vélodrome d'Horta. Les duels sont disputés sur 3 tours de piste (soit 750 mètres) et les temps sont calculés sur les 200 dernier mètres.
L'Estonienne Erika Salumäe conserve son titre de championne olympique de la discipline.

## Résultats

### Qualifications (28 juillet)
À l'issue des 200 mètres contre-la-montre, les 12 coureuses sont qualifiées et réparties dans un premier tour en fonction de leur temps.
| Rang | Coureuse                | Pays           | Temps    | Moyenne     | Records |
| ---- | ----------------------- | -------------- | -------- | ----------- | ------- |
| 1    | Ingrid Haringa          | Pays-Bas       | 11 s 419 | 63,052 km/h | (RO)    |
| 2    | Félicia Ballanger       | France         | 11 s 508 | 62,565 km/h | (RO)    |
| 3    | Annett Neumann          | Allemagne      | 11 s 689 | 61,596 km/h |         |
| 4    | Galina Yenyukhina       | Équipe unifiée | 11 s 699 | 61,543 km/h |         |
| 5    | Tanya Dubnicoff         | Canada         | 11 s 773 | 61,516 km/h |         |
| 6    | Erika Salumäe           | Estonie        | 11 s 857 | 60,723 km/h |         |
| 7    | Connie Paraskevin-Young | États-Unis     | 11 s 946 | 60,271 km/h |         |
| 8    | Rita Razmaitė           | Lituanie       | 12 s 058 | 59,711 km/h |         |
| 9    | Wang Yan                | Chine          | 12 s 154 | 59,239 km/h |         |
| 10   | Mika Kuroki             | Japon          | 12 s 513 | 57,540 km/h |         |
| 11   | Daniela Larreal         | Venezuela      | 12 s 608 | 57,106 km/h |         |
| 12   | Olga Sacasa             | Nicaragua      | 14 s 061 | 51,205 km/h |         |

### Premier tour (28 juillet)
Le premier tour consiste en quatre séries de trois coureuses réparties en fonction du temps des qualifications. Les vainqueurs accèdent au deuxième tour, les perdantes vont en repêchage.
| Série | Rang | Coureuse                | Pays           | Temps         | Moyenne     | Qualifiées |
| ----- | ---- | ----------------------- | -------------- | ------------- | ----------- | ---------- |
| 1     | 1    | Ingrid Haringa          | Pays-Bas       | 12 s 179      | 63,497 km/h | Q          |
| 1     | 2    | Wang Yan                | Chine          |               |             |            |
| 1     | 3    | Rita Razmaitė           | Lituanie       |               |             |            |
| 2     | 1    | Félicia Ballanger       | France         | 12 s 615      | 63,609 km/h | Q          |
| 2     | 2    | Mika Kuroki             | Japon          |               |             |            |
| 2     | 3    | Connie Paraskevin-Young | États-Unis     | DQ            |             |            |
| 3     | 1    | Erika Salumäe           | Estonie        | 12 s 377      | 64,011 km/h | Q          |
| 3     | 2    | Annett Neumann          | Allemagne      |               |             |            |
| 3     | 3    | Daniela Larreal         | Venezuela      |               |             |            |
| 4     | 1    | Tanya Dubnicoff         | Canada         | 12 s 416      | 63,503 km/h | Q          |
| 4     | 2    | Galina Yenyukhina       | Équipe unifiée |               |             |            |
| 4     | -    | Olga Sacasa             | Nicaragua      | Pas au départ |             |            |

#### Premier tour - Repêchages (28 juillet)
Les six perdantes du premier tour se mesurent dans deux séries de trois coureuses, chaque gagnante est repêchée pour les quarts de finale. Les perdantes sont éliminées.
| Série | Rang | Coureuse                | Pays           | Temps    | Moyenne     | Qualifiées |
| ----- | ---- | ----------------------- | -------------- | -------- | ----------- | ---------- |
| 1     | 1    | Wang Yan                | Chine          |          |             | Q          |
| 1     | -    | Olga Sacasa             | Nicaragua      | Forfaite |             |            |
| 2     | 1    | Mika Kuroki             | Japon          | 12 s 453 | 57,817 km/h | Q          |
| 2     | 2    | Daniela Larreal         | Venezuela      |          |             |            |
| 3     | 1    | Annett Neumann          | Allemagne      | 12 s 238 | 58,833 km/h | Q          |
| 3     | 2    | Connie Paraskevin-Young | États-Unis     |          |             |            |
| 4     | 1    | Galina Yenyukhina       | Équipe unifiée | 13 s 069 | 55,092 km/h | Q          |
| 4     | 2    | Rita Razmaitė           | Lituanie       |          |             |            |

### Quarts de finale (29 juillet)
Pendant ces quatre quarts de finale, les coureuses s'affrontent dans des duels au meilleur des trois manches. Les quatre gagnantes se qualifient pour les demi-finales, alors que les éliminées s'affronteront pour les places 5 à 8.
| Série | Rang | Coureuse          | Pays           | Manche 1 | Manche 2 | Manche 3 | Qualifiées |
| ----- | ---- | ----------------- | -------------- | -------- | -------- | -------- | ---------- |
| 1     | 1    | Ingrid Haringa    | Pays-Bas       | 12 s 662 | 12 s 792 |          | Q          |
| 1     | 2    | Mika Kuroki       | Japon          |          |          |          |            |
| 2     | 1    | Félicia Ballanger | France         | 12 s 536 | 14 s 786 |          | Q          |
| 2     | 2    | Wang Yan          | Chine          |          |          |          |            |
| 3     | 1    | Erika Salumäe     | Estonie        | 12 s 192 |          | 12 s 090 | Q          |
| 3     | 2    | Galina Yenyukhina | Équipe unifiée |          | 12 s 265 |          |            |
| 4     | 1    | Annett Neumann    | Allemagne      | 12 s 283 | 12 s 265 |          | Q          |
| 4     | 2    | Tanya Dubnicoff   | Canada         |          |          |          |            |

### Demi-finales (30 juillet)
Les coureuses s'affrontent dans des duels au meilleur des trois manches. Les deux gagnantes se qualifient pour la finale.
| Série | Rang | Coureuse          | Pays      | Manche 1 | Manche 2 | Manche 3 | Qualifiées |
| ----- | ---- | ----------------- | --------- | -------- | -------- | -------- | ---------- |
| 1     | 1    | Annett Neumann    | Allemagne |          | 11 s 889 | 12 s 285 | Q          |
| 1     | 2    | Ingrid Haringa    | Pays-Bas  | 12 s 263 |          |          |            |
| 2     | 1    | Erika Salumäe     | Estonie   | 11 s 937 | 12 s 423 |          | Q          |
| 2     | 2    | Félicia Ballanger | France    |          |          |          |            |

### Classement 3-4 (31 juillet)
Les coureuses s'affrontent pour la médaille de bronze au meilleur des trois manches.
| Rang | Coureuse          | Pays     | Manche 1 | Manche 2 | Manche 3 |
| ---- | ----------------- | -------- | -------- | -------- | -------- |
| 1    | Ingrid Haringa    | Pays-Bas | 12 s 402 | 12 s 400 |          |
| 2    | Félicia Ballanger | France   |          |          |          |

### Finale (31 juillet)
La finale se dispute au meilleur des trois manches. Annett Neumann remporte la première manche mais Erika Salumäe remporte les deux manches suivantes et devient championne olympique pour la deuxième fois.
| Rang | Coureuse       | Pays      | Manche 1 | Manche 2 | Manche 3 |
| ---- | -------------- | --------- | -------- | -------- | -------- |
| 1    | Erika Salumäe  | Estonie   |          | 12 s 667 | 12 s 244 |
| 2    | Annett Neumann | Allemagne | 12 s 776 |          |          |

### Classement final
- Résultats des matchs de classement
- Classement final

## Sources
- Résultats